# Zodarion atlanticum
Zodarion atlanticum là một loài nhện trong họ Zodariidae.
Loài này thuộc chi Zodarion. Zodarion atlanticum được Pekár & Cardoso miêu tả năm 2005.